# Флаг Нурминского сельского поселения
Флаг муниципального образования «Нурминское сельское поселение» Тосненского муниципального района Ленинградской области Российской Федерации.
Флаг утверждён 10 апреля 2009 года и внесён в Государственный геральдический регистр Российской Федерации с присвоением регистрационного номера 4776.

## Описание флага
«Флаг муниципального образования „Нурминское сельское поселение“ Тосненского муниципального района Ленинградской области представляет собой прямоугольное полотнище с отношением ширины флага к длине — 2:3, воспроизводящее композицию герба муниципального образования „Нурминское сельское поселение“ Тосненского муниципального района Ленинградской области в и цветах».
Геральдическое описание герба гласит: «В зелёном поле золотой бегущий кабан; оконечность в цвет поля покрыта золотыми цветами чертополоха, ромашки и клевера на золотых стеблях с такими же листьями».

## Обоснование символики
Топоним Нурма происходит от финского «nurmi» — луг, лужайка, травянистое место.
Сплетённые полевые травы и цветы — напоминание о названии Нурма — «лужайка», «травяной луг».
Кабан — с одной стороны — символ былых охотничьих угодий, напоминание о былой достопримечательности Нурмы — охотничьем домике, с другой стороны — о процветании свиноводства в Нурме в 1970—80-е годы, крупном свиноводческом комплексе (изображение кабана для геральдики более характерно, чем изображение свиньи).
В западноевропейской геральдике эмблема вепря символизировала воинскую доблесть и беззаветную отвагу. Символ мужества и неустрашимости.
Зелёный цвет символизирует возрождение природы каждую весну, цвет лесных и сельскохозяйственных угодий. Символ жизни, возрождения природы и плодородия.
Жёлтый цвет (золото) — постоянство, прочность, знатность, справедливость, верность, благодать, солнечный свет.